# The Goo Goo Dolls
Goo Goo Dolls és una banda estatunidenca de rock La banda està formada actualment per Johnny Rzeznik (guitarra, vocalista), i Robby Takac (baix).

## Història
Es va formar el 1985 en Buffalo, Nova York, pel cuitarrista i cantant Johnny Rzeznik, el baixista i cantant Robby Takac i el bateria George Tutuska i solien tocar música d'influència punk en bars i festivals menuts de Buffalo. Van Poder traure alguns àlbums (alguns molt destacables com "Jed" i "Superstar Carwash") però lamentablement van tenir una escassa rotació en les ràdios locals.
Poc després de gravar el cinquè àlbum A Boy Named Goo, Tutuska va ser acomiadat de la banda sent substituït per Mike Malinin. La banda no va tenir guanys i fama fins a l'any de 1995 quan un dels locutors de la influent ràdio dels Angeles KROQ escolte Name, cançó de l'àlbum A boy named goo. Assenyale que la cançó "era excel·lent". Des de llavors van començar a sonar en totes les ràdios del país, però el seu gran èxit va arribar a partir del hit Iris, part de la banda sonora de la pel·lícula de 1998  City of Angels. Aquest "himne" de la música Adult-Contemporània va ser el punt de renaixement per a la banda liderada per Johnny, ja que, com es comentava, aquest estava immers en una profunda depressió pel que no podia inspirar-se per a compondre. Aquesta cançó va liderar per 18 setmanes consecutives el rànquing Adult Top 100 elaborat per la Revista Billboard, i a més els va dur a estar nominats per als premis Grammys.
En 2013, després de 19 anys com a bateria, Malinin va ser acomiadat de la banda.

## Discografia
- Goo Goo Dolls (1987)
- Jed (1989)
- Hold Me Up (1990)
- Superstar Car Wash (1993)
- A Boy Named Goo (1995)
- Dizzy Up the Girl (1998)
- Gutterflower (2002)
- Let Love In (2006)
- Something for the Rest of Us (2010)
- Magnetic (2013)
- Boxes (2016)
- Miracle Pill (2019)
- It’s Christmas All Over (2020)[3]